# Kwai Fong (stacja MTR)
Kwai Fong (chiński: 葵芳) – jedna ze stacji MTR, systemu szybkiej kolei w Hongkongu, na Tsuen Wan Line i Tung Chung Line. Została otwarta 10 maja 1982. 
Znajduje się w obszarze Kwai Chung, w dzielnicy Kwai Tsing.